# Велике Кабаньє
Велике Каба́ньє (рос. Большое Кабанье) — село у складі Шадрінського району Курганської області, Росія. Входить до складу Батуринської сільської ради.
Населення — 177 осіб (2010, 301 у 2002).
Національний склад станом на 2002 рік: росіяни — 87 %.